# Lena Granhagen
Karin Anna-Lena Granhagen, känd som Lena Granhagen, född 7 januari 1938 i Luleå, är en svensk skådespelare och sångerska.

## Biografi

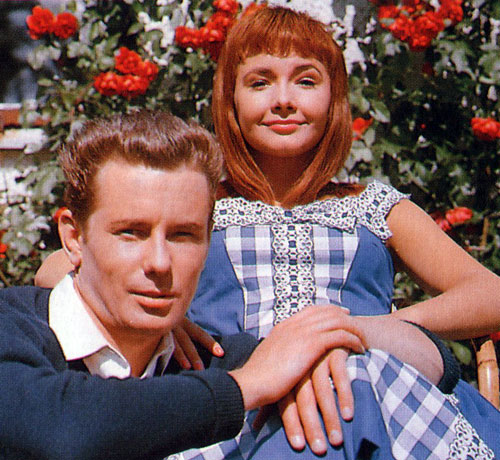
Tage Severin och Lena Granhagen i filmen Musik ombord 1958.

### Tidiga år och genombrott
Lena Granhagen spelade amatörteater i ABF:s regi i hemstaden Luleå. Efter studentexamen vid Luleå högre allmänna läroverk kom hon till Uppsala, där hon började studera språk vid Uppsala universitet. Under studenttiden ägnade hon sig även åt studentteater. När hon gjorde ett framträdande som sångerska på Gillet i Uppsala blev hon upptäckt av revykungen Rune Ek, som engagerade henne till sommarrevyn Tjing-Tjing 1957.
I revyn gjorde hon en Baby Doll-parodi som rönte uppmärksamhet även i huvudstaden. Hon gjorde sina första filmroller i Arne Mattsons Damen i svart och Mannekäng i rött men även i Sven Lindbergs Musik ombord.
Under det sena 1950-talet och tidiga 1960-talet medverkade hon i stora roller i drygt femtontalet filmer både för Sandrews och SF.
1958 gjorde hon även ett inhopp för Maj Lindström i Spetsbyxor på Idéonteatern vilket renderade henne en roll i Guyers lustspel Levande ljus mot Max Hansen på Intiman. 
På hösten 1959 kreerade Granhagen titelrollen i Marguerite Monots musikal Irma la Douce mot Sven Lindberg på Scalateatern.

### Malmö stadsteater och frilans i Stockholm
1960 blev hon engagerad vid Malmö stadsteater där hon bland annat gjorde Zénobie i Yngve Nordwalls uppsättning av Boris Vians Trappan.
Tillbaka i Stockholm spelade hon och Thunberg i Birger Sjöbergs Kvartetten som sprängdes på Skansenteatern där Granhagen den påföljande sommaren gjorde Frida i Sjöbergs sångspel Fridas visor.
Granhagen debuterade på TV-teatern 1961 som Annabelle West i John Willards pjäs Katten och kanariefågeln och gjorde en av huvudrollerna i Torgny Anderbergs TV-serie Villervalle i Söderhavet, 1963. 
1963 medverkade Granhagen också i Brecht on Brecht på Lilla teatern.

### Via Dramaten till Stockholms stadsteater
Via Klaus Rifbjergs revyliknande pjäs Va' ska vi göra?  och med Sandro Key-Åbergs: O : 24 scenprator, båda på Lilla teatern, kom hon hösten 1966 till Dramaten där hon gjorde Ada Khan i Arnold Weskers Hönssoppa med korngryn som hade premiär i januari 1966.
Hösten 1967 anställdes hon vid Stockholms stadsteater, där hon blev kvar till 1998. Den första uppgiften var Ala i Mrozecks Tango, därefter Katarina i Shakespeares Så tuktas en argbigga, följt av Johanna Dark i Brechts Heliga Johanna från slakthusen, alla i regi av Johan Bergenstråhle.
Otomar Krejca gästregisserade 1969 Tjechovs Måsen, i vilken Granhagen gjorde Nina i en ensemble med bland andra Gerd Hagman, Olof Bergström, Gösta Ekman, Lena Söderblom och Gösta Cederlund.
Granhagen gjorde Shen Te/Shui Ta i Brechts Den goda människan i Sezuan hösten 1971.   

### På film och i teve
Efter att under 1950- och 1960-talet varit flitigt förekommande både på film och i teve var hennes framträdanden i dessa medier mer sparsmakade under de senaste fyra decennierna.  
Men hon gjorde Berta i Anne Charlotte Lefflers Sanna kvinnor, på TV-teatern (1974) med Gunn Wållgren. Hon var Mor Sackéus i Keve Hjelms TV-serie Godnatt, jord (1979) och gjorde arbetarehustrun Anna Ekelund i Lars Lennart Forsbergs TV-serie Kråsnålen (1988) samt Elna i P. O. Enquists pjäs Magisk cirkel på TV-teatern (1995) med Erland Josephson och Sven Wollter i de andra två rollerna. 
I Anders Grönros film Glasblåsarns barn (1998) spelade Granhagen Häxan Flaxa Mildväder mot Stellan Skarsgård och Pernilla August och hon gjorde en gästroll som Abbedissan i TV-serien Wallander (2006). 
Hennes sista roll var som Fågeltanten i TV-serien Dockäventyren (2010).

### Övrigt
Granhagen har också varit verksam som regissör. På Stockholms stadsteater satte hon 1977 upp de sydafrikanska författarna Athol Fugards och John Kanis pjäs Hit med passet med Åke Lundqvist och Stefan Ekman och 1987 regisserade hon Johan Bargums och Bengt Ahlfors pjäs Finns det tigrar i Kongo? med Helge Skoog, Hans Bendrik, Allan Svensson och Leif Ahrle.
På radioteatern satte hon 1987 upp Norman Fentons Förhören om orsaken till Steve Bikos död. 
Hon har varit engagerad i olika projekt, såsom filmen Made in Sweden (1969) och skivan Lena Granhagen sjunger Theodorakis & Biermann (1972).

## Utmärkelser
Granhagen fick Teaterförbundets De Wahl-stipendium 1982. 1999 nominerades hon till en Guldbagge för bästa kvinnliga biroll som häxan i Glasblåsarns barn. 2009 fick hon pris för bästa skådespelare vid en filmfestival i Almería för sin roll i kortfilmen Majken.

## Filmografi
- 1958 – Damen i svart
- 1958 – Musik ombord
- 1958 – Mannekäng i rött
- 1959 – Ryttare i blått
- 1959 – Får jag låna din fru?
- 1959 – Det svänger på slottet
- 1959 – Himmel och pannkaka
- 1960 – Sommar och syndare
- 1960 – På en bänk i en park
- 1961 – Katten och kanariefågeln
- 1961 – Lita på mej, älskling!
- 1962 – Vita frun
- 1963 – Villervalle i Söderhavet (TV-serie)
- 1964 – Slottstappning
- 1964 – Wild West Story
- 1965 – Gustav Vasa
- 1965 – Hans nåds testamente
- 1965 – Kattorna
- 1965 – Festivitetssalongen
- 1966 – Hotet
- 1966 – Kvinnas man
- 1967 – Puss & kram
- 1967 – Stimulantia
- 1968 – Konsert för piano, två ansikten och en fortsättning
- 1968 – Villervalle i Söderhavet
- 1969 – Made in Sweden
- 1974 – Sanna kvinnor
- 1978 – Man måste ju leva...
- 1979 – Godnatt, jord (TV-serie)
- 1980 – Barnens ö (Helen)
- 1986 – Älska mej
- 1988 – Kråsnålen (TV-serie)
- 1993 – Dockpojken
- 1995 – Magisk cirkel
- 1998 – Glasblåsarns barn
- 2000 – Det grovmaskiga nätet
- 2003 – Misa mi
- 2004 – Danslärarens återkomst (TV-serie) (Elsa Berggren)
- 2005 – Doxa
- 2006 – Wallander – Täckmanteln
- 2008 – Majken
- 2009 – Rosenhill
- 2010 – Dockäventyraren (TV-serie)
- 2011 – Geografens testamente (TV-serie)

## Teater

### Roller (ej komplett)
| År   | Roll              | Produktion                                                                           | Regi                | Teater                                  |
| ---- | ----------------- | ------------------------------------------------------------------------------------ | ------------------- | --------------------------------------- |
| 1958 | Medverkande       | Spetsbyxor, vaudeville P.A. Henriksson                                               | Nils Poppe          | Idéonteatern                            |
| 1958 | Maria             | Levande ljus (Bei Kerzenlicht) Siegfried Geyer                                       | Olof Thunberg       | Intiman                                 |
| 1959 |                   | Ägget (LʼOeuf) Felicien Marceau                                                      | Åke Falck           | Intiman                                 |
| 1959 | Irma              | Irma la Douce Alexandre Breffort och Marguerite Monnot                               | Åke Falck           | Scalateatern                            |
| 1960 | Alma, hembiträde  | Kvartetten som sprängdes Birger Sjöberg                                              | Åke Falck           | Skansens friluftsteater                 |
| 1960 |                   | Satsa på rött (La bonne soupe) Félicien Marceau                                      | Sam Besekow         | Malmö stadsteater                       |
| 1960 |                   | Fällan Boris Vian                                                                    | Yngve Nordwall      | Malmö stadsteater                       |
| 1961 | Frida             | Fridas visor Birger Sjöberg                                                          | Per Sjöstrand       | Skansens friluftsteater                 |
| 1961 | Liz               | Alltsedan Adam och Eva (Lige siden Adam og Eva) Poul Sørensen och Erik Fiehn         | Egon Larsson        | Scalateatern                            |
| 1963 | Medverkande       | Dans på bryggan Gardar Sahlberg och Arne Eriksson                                    | Olof Thunberg       | Hamburger Börs                          |
| 1963 | Medverkande       | Brecht on Brecht George Tabori                                                       | Jackie Söderman     | Lilla Teatern                           |
| 1963 | Medverkande       | Cranks John Cranko                                                                   | Jackie Söderman     | Lilla Teatern                           |
| 1964 | Medverkade        | Va' ska vi göra (Hvad ska vi lave) Klaus Rifbjerg och Jesper Jensen                  | Jackie Söderman     | Lilla Teatern                           |
| 1964 | Medverkande       | Stockholmare, vet du vaad, revy Kar de Mumma                                         | Jackie Söderman     | Folkan                                  |
| 1965 | Medverkande       | O Sandro Key-Åberg                                                                   | Claes von Rettig    | Stockholms stadsteater på Lilla Teatern |
| 1966 | Ada Kahn          | Hönssoppa med korngryn (Chicken Soup With Barley) Arnold Wesker                      | Lars-Erik Liedholm  | Dramaten                                |
| 1967 | Ellen Gordon      | Alltid på en onsdag (Any Wednesday) Muriel Resnik                                    | Kåre Santesson      | Lilla teatern                           |
| 1967 | Ala               | Tango Slawomir Mrozek                                                                | Johan Bergenstråhle | Stockholms stadsteater                  |
| 1969 | Medverkande       | Heliga Johanna från slakthusen (Die heilige Johanna der Schlachthöfe) Bertolt Brecht | Johan Bergenstråhle | Stockholms stadsteater                  |
| 1969 | Nina              | Måsen (Чайка, Tjajka) Anton Tjechov                                                  | Otomar Krejca       | Stockholms stadsteater                  |
| 1970 | Matilda Johansson | Hemmet Kent Andersson och Bengt Bratt                                                | Fred Hjelm          | Stockholms stadsteater                  |
| 1971 | Pam               | Räddad (Saved) Edvard Bond                                                           | Jan Håkanson        | Stockholms stadsteater                  |
| 1971 | Shen Te/Shui Ta   | Den goda människan i Sezuan (Der gute Mensch von Sezuan) Bertolt Brecht              | Johan Bergenstråhle | Stockholms stadsteater                  |
| 1973 | Marianne          | An der schönen blauen Donau (Geschichten aus dem Wienerwald) Ödön von Horvath        | Jan Håkanson        | Stockholms stadsteater                  |
| 1974 | Mor Åse           | Peer Gynt, del I Henrik Ibsen                                                        | Fred Hjelm          | Stockholms stadsteater                  |
| 1975 | Mor Åse           | Peer Gynt, del II Henrik Ibsen                                                       | Fred Hjelm          | Stockholms stadsteater                  |
| 1978 | Nora              | Ett dockhem (Et Dukkehjem) Henrik Ibsen                                              | Jan Håkanson        | Stockholms stadsteater                  |
| 1979 | Sofja             | Platonov (Платонов, Platonov) Anton Tjechov                                          | Otomar Krejča       | Stockholms stadsteater                  |
| 1981 | Laura             | Fadern August Strindberg                                                             | Jan Håkanson        | Stockholms stadsteater                  |
| 1984 | Katri             | Daniel Hjort eller Skuggornas hämnd Josef Julius Wecksell                            | Jan Håkanson        | Stockholms stadsteater                  |
| 1987 | Bernarda Alba     | Bernarda Albas hus (La casa de Bernarda Alba) Federico Garcia Lorca                  |                     | Stockholms stadsteater                  |
| 1990 | Luisa             | Sanering (Asanace) Vaclav Havel                                                      |                     | Stockholms stadsteater                  |
| 1991 | Rebecka West      | Rosmersholm eller De vita hästarna (Rosmersholm) Henrik Ibsen                        |                     | Stockholms stadsteater                  |
| 1992 | Genia             | Landet utan gräns (Das weite Land) Arthur Schnitzler                                 | Jan Håkanson        | Stockholms stadsteater                  |
| 1994 | Katarina          | Gustaf Vasa August Strindberg                                                        |                     | Stockholms stadsteater                  |
| 1996 | Bisittare         | Fången på fyren Malin Lagerlöf                                                       |                     | Stockholms stadsteater                  |
| 1998 | Mor Kurage        | Mor Kurage och hennes barn (Mutter Courage und ihre Kinder) Bertolt Brecht           |                     | Stockholms stadsteater                  |
| 2009 | Arkadina          | Måsen (Чайка, Tjajka) Anton Tjechov                                                  | Jan Håkanson        | Stockholms stadsteater                  |

## Radioteater

### Roller
| År   | Roll       | Produktion                              | Regi          |
| ---- | ---------- | --------------------------------------- | ------------- |
| 1960 | Alma       | Kvartetten som sprängdes Birger Sjöberg | Åke Falck     |
| 1968 | Mrs Martin | Den skalliga primadonnan Eugène Ionesco | Ernst Günther |

## Diskografi (urval)
- 1959 – Irma la Douce. Nya Scalateaterns svenska originalversion. LP.
- 1968 – Camp song ; Idolen / Sven Bertil Taube & Lena Granhagen. Singel.
- 1971 – Till Camilo Torres och revolutionen i Latinamerika : röster i mänskligt landskap : för sång, tal, kör, solo och tretton instrument / med ord av Elisabet Hermodsson och ton av Alfred Janson. LP.
- 1972 – Lena Granhagen sjunger Theodorakis & Biermann